# Stylidium debile
Stylidium debile är en tvåhjärtbladig växtart som beskrevs av F Muell. Stylidium debile ingår i släktet Stylidium och familjen Stylidiaceae. Inga underarter finns listade i Catalogue of Life.

## Bildgalleri

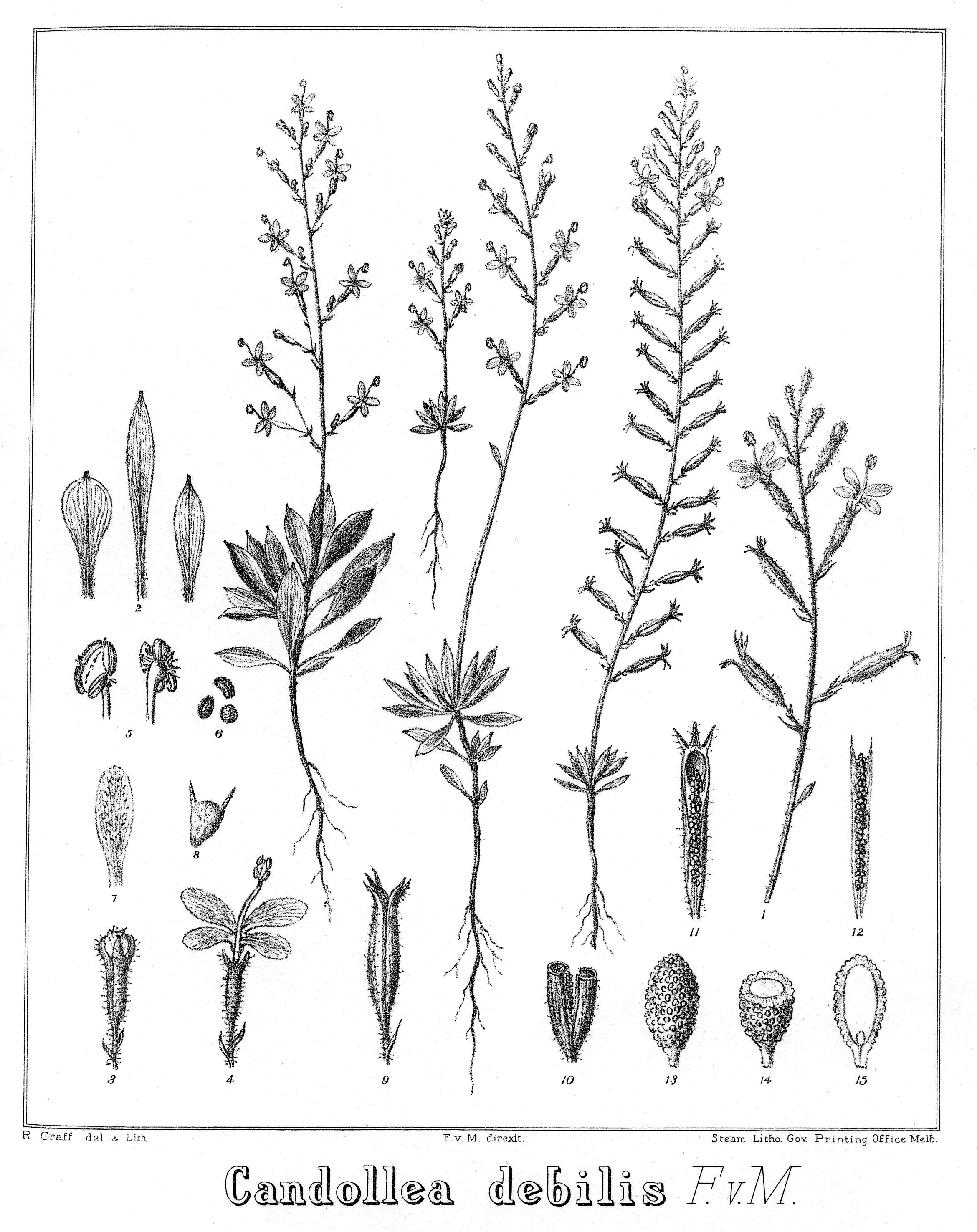
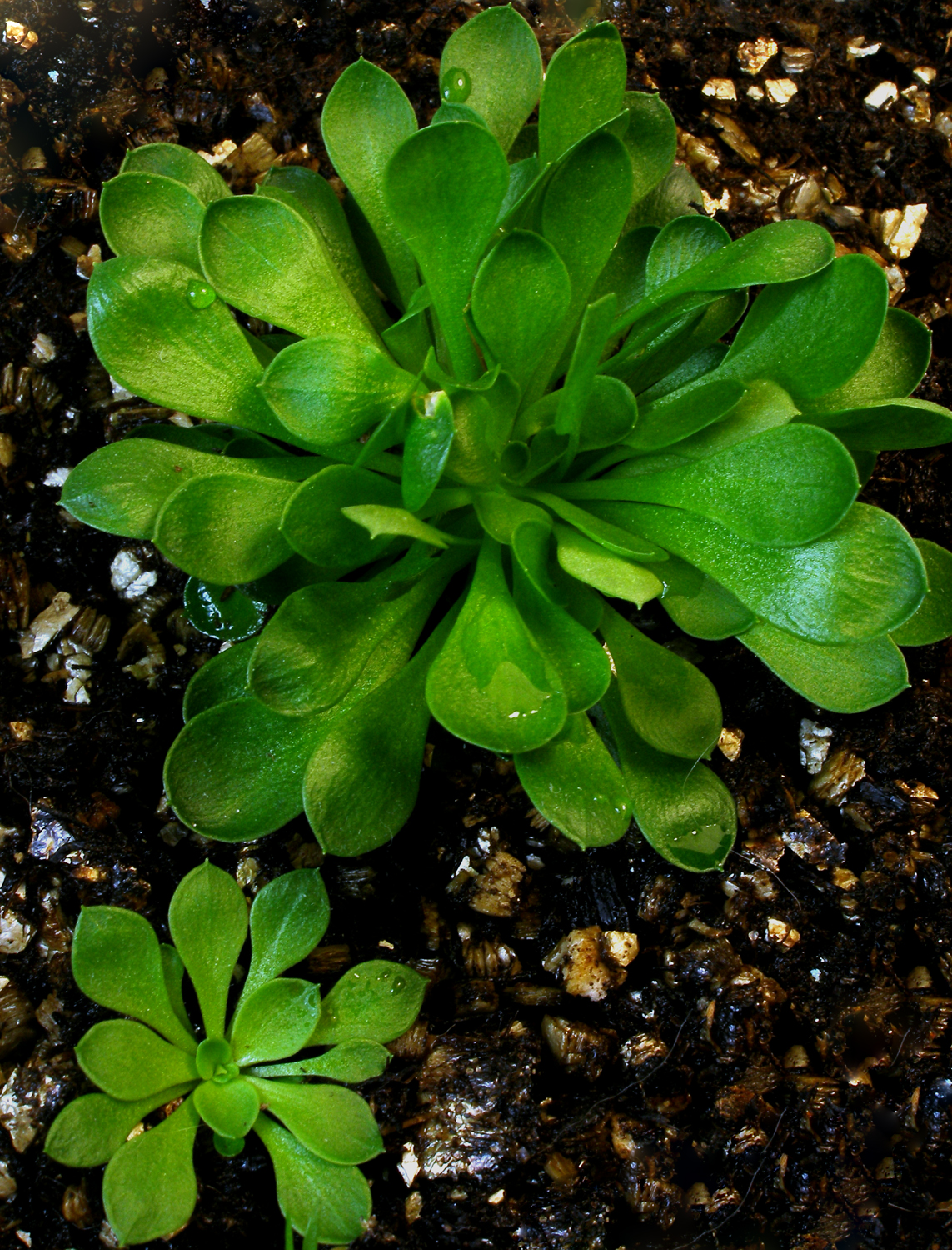
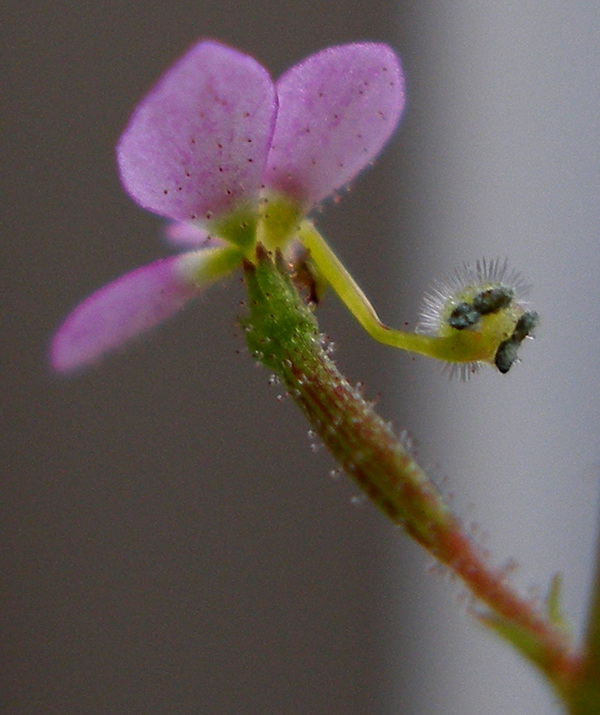
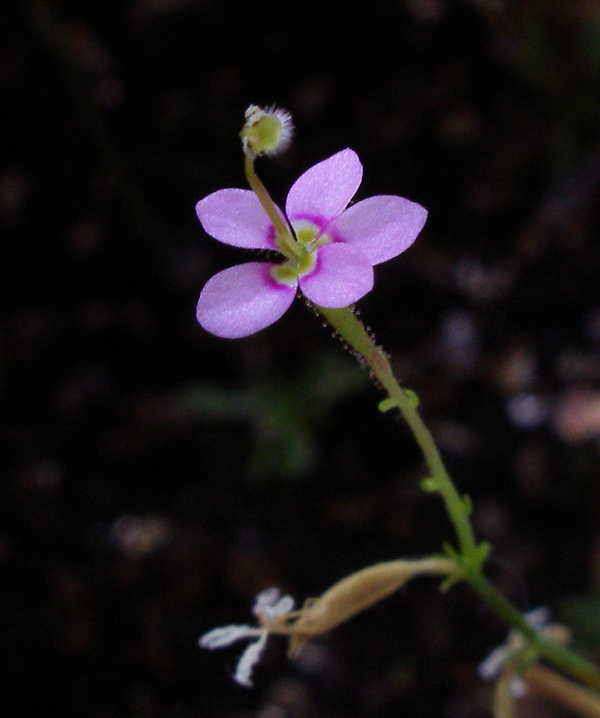